# Antiblemma dentimargo
Antiblemma dentimargo là một loài bướm đêm trong họ Erebidae.